# Коршун (бронепоезд)
«Коршун» — лёгкий бронепоезд Вооружённых Сил Юга России, а затем Красной Армии.

## Формирование и участие в боевых действиях
Был в числе двух других бронепоездов (лёгкого «Генерал Марков» и тяжёлого «Непобедимый») сформирован в апреле 1919 в Керчи из бронепоезда № 3. Входил в состав 5-го бронепоездного дивизиона под командованием генерал-майора Нечаева.
Вышел на фронт 28 августа, 30.08 прибыл на станцию Бобринская. Вступил в бой в сентябре 1919 года у станции Цветково за Днепром.
В начале октября 1919 года находился в Елизаветграде. 5 октября на участке Балта — Бирзула участвовал в перестрелке с петлюровским БП «Вільна Україна» и заставил его отступить на станцию Борщи. 28 октября — бой с БП «Помста» у станции Вапнярка, на следующий день — с БП «Хортиця».
9 ноября участвовал в занятии станции Проскуров.
Во время эвакуации Одессы отошёл к станции Тирасполь, где, из-за отказа румынских властей пропустить части Добровольческой армии, в январе 1920 года был оставлен вместе с другими БП (по разным данным 10-12 единиц, в частности, «Витязь», «Доблесть Витязя», «Князь Пожарский», «Непобедимый», «Генерал Шифнер-Маркевич», «Баян», «Генерал Духонин», «Гроза» и др.).
Команды бронепоездов «Коршун» и «Непобедимый» были присоединены к 75-му пехотному Севастопольскому полку.

## Командиры
Капитан Василий Павлович Магнитский.